# シャンゴ (宝塚歌劇)
『シャンゴ』は宝塚歌劇団の作品。

## 雪組　宝塚大劇場公演
形式名は「グランド・ショー」。
20場。
作・演出は鴨川清作。
音楽担当は中井光晴、入江薫、寺田瀧雄。
音楽指揮は橋本和明。
歌唱指導は水島早苗。
照明担当は今井直次。
小道具担当は上田特市。
効果担当は東信行。
録音担当は松永浩志。
演出補担当は海野洋司、酒井澄夫。
シャンゴ役は真帆志ぶき。
ナレーター役は大路三千緒。
アレン役は可奈潤子。
サム役は牧美佐緒。

### 1967年のみのデータ
併演作品は『花のオランダ坂』。
公演期間は9月1日から28日まで。

#### スタッフ
- 振付：パティ・ストーン[2][7]、県洋二[2][7]、アキコ・カンダ[2][7]
- 装置：黒田利邦[2][7]
- 装置（5場～9場）：静間潮太郎[2][7]
- 衣装：今井直次[2][7]
- 振付補：高木祥次[7]
- 制作補：黒木ひかる[7]
- 制作：野田浜之助[3][7]

#### 主な配役
- 踊る男：松乃美登里[6]、曽我桂子[6]、水島みのる[6]、亜矢ゆたか[6]、大滝子[6]、汀夏子[6]、安奈淳[6]
- 踊る女：木花咲耶[6]、里園ゆり[6]、美高悠子[6]、竹里早代[6]、大原ますみ[6]

### 1968年のみのデータ
併演は『藤花の宴』。
公演期間は3月1日から26日まで。

#### スタッフ
- 振付：パティ・ストーン[2][8]、県洋二[2][8]、朱里みさを[2][8]、アキコ・カンダ[2][8]
- 装置：黒田利邦[2][8]、静間潮太郎[2][9]
- 衣装：静間潮太郎[2][9]
- 振付補：黒木ひかる[9]
- 制作：小辻糺[3][9]、野田浜之助[3][9]

#### 主な配役
- 踊る男：曽我桂子[10]
- 踊る女：木花咲耶[10]
- 踊る男、幻想の女：松乃美登里[10]
- ハイチの男：亜矢ゆたか[10]、安奈淳[10]
- 踊る女A：大原ますみ[10]
- 歌う男：汀夏子[10]、若菜ゆき[10]

## 雪組　東京宝塚劇場公演
主なスタッフに鴨川清作がいる。

### 1967年
併演は『花のオランダ坂』。
公演期間は11月2日から11月26日まで。

### 1968年
併演は『トリスタンとイゾルデ』。
公演期間は9月1日から9月17日まで。